# Thorvald Sørensen (botaniker)
 Der er flere personer med dette navn, se Thorvald Sørensen.
Thorvald Julius Sørensen (4. juli 1902 – 21. juni 1973) var en dansk botaniker og evolutionsbiolog. Thorvald Sørensen var professor ved Kongelige Veterinær- og Landbohøjskole 1953 - 1955 og ved Københavns Universitet 1955 - 1972. Han var direktør for Botanisk Have og Botanisk Museum i samme periode.
Han tilbragte 1931 - 1935 på Ella Ø og studerede planterne i Nordøstgrønland, og publicerede botanisk forskning fra Treårsekspeditionen. Han publicerede også en afhandling om årlige fænomenologiske rytme hos højarktiske planter, herunder bestøvning, i 1941.
International Plant Names Index angiver 34 takson af planter som navngivet af Thorwald Sørensen.
Thorvald Sørensen etablerede i 1962 Grønlands Botaniske Undersøgelse med det formål systematisk at kortlægge floraen i Grønland.

## Udvalgte publikationer
- Jørgensen, C.A., Sørensen, T. and Westergaard, M. (1958) The Flowering Plants of Greenland. Biologiske Skrifter / Kongelige Danske Videnskabernes Selskab 9 (4).
- Sørensen, T. (1954) New Species of Hierochloë, Calamagrostis, and Braya. Meddelelser om Grønland 136 (8).
- Sørensen, T. (1953) A Revision of the Greenland Species of Puccinellia Parl. With contribution to our knowledge of the Arctic Puccinellia flora in general. Meddelelser om Grønland 136 (3) 1-179.
- Sørensen, T. (1948) A method of establishing groups of equal amplitude in plant sociology based on similarity of species and its application to analyses of the vegetation on Danish commons. Biologiske Skrifter / Kongelige Danske Videnskabernes Selskab 5: 1-34.
- Sørensen, T. and Gudjónsson, Gudni (1946) Spontaneous chromosome-aberrants in apomictic Taraxaca: morphological and cyto-genetical investigations. Biologiske Skrifter / Kongelige Danske Videnskabernes Selskab 4 (2).
- Sørensen, T. (1945) Summary of the Botanical Investigations in N.E. Greenland (De Danske Ekspeditioner tiløstgrønland 1926-39. Under Ledelse af Lauge Koch). Meddelelser om Grønland 14 (3).
- Sørensen, T. (1943) The Flora of Melville Bugt (The Natural History Expedition to Northwest Greenland 1936. Leader: Finn Salomonsen.) Meddelelser om Grønland 124 (5).
- Sørensen, T. (1942) Untersuchungen über die Therophytengesellschaften auf den isländischen Lehmflächen ("Flags"). Biologiske Skrifter / Kongelige Danske Videnskabernes Selskab 2 (2).
- Sørensen, T. (1941) Temperature relations and phenology of the Northeast Greenland flowering plants. Meddelelser om Grønland 129: 1-305.
- Seidenfaden, Gunnar & Sørensen, Thorvald (1937) The Vascular Plants of Northeast Greenland from 74°30 min to 79°00 min N. Lat. and: A Summary of all Species found in East Greenland. Meddelelser om Grønland 101 (4)
- Sørensen, T. (1935) Bodenformen und Pflanzendecke in Nordostgrönland. Beiträge zur Theorie der polaren Bodenversetzungen auf Grund von Beobachtungen über deren Einfluss auf die Vegetation in Nordostgrönland. Meddelelser om Grønland 93 (4).
- Sørensen, T. (1933) The Vascular Plants of East Greenland from 71°00 min to 73°30 min N. Lat. (Treaarsekspeditionen til Christian den X's Land 1931-34. Under Ledelse af Lauge Koch). Meddelelser om Grønland 101 (3)
- Seidenfaden, Gunnar & Sørensen, Thorvald (1933) On Eriophorum callitrix CHAM. in Greenland (Treaarsekspeditionen til Christian den X's Land 1931-34. Under Ledelse af Lauge Koch) Meddelelser som Grønland 101 (1).